# Roanoke (kolonie)

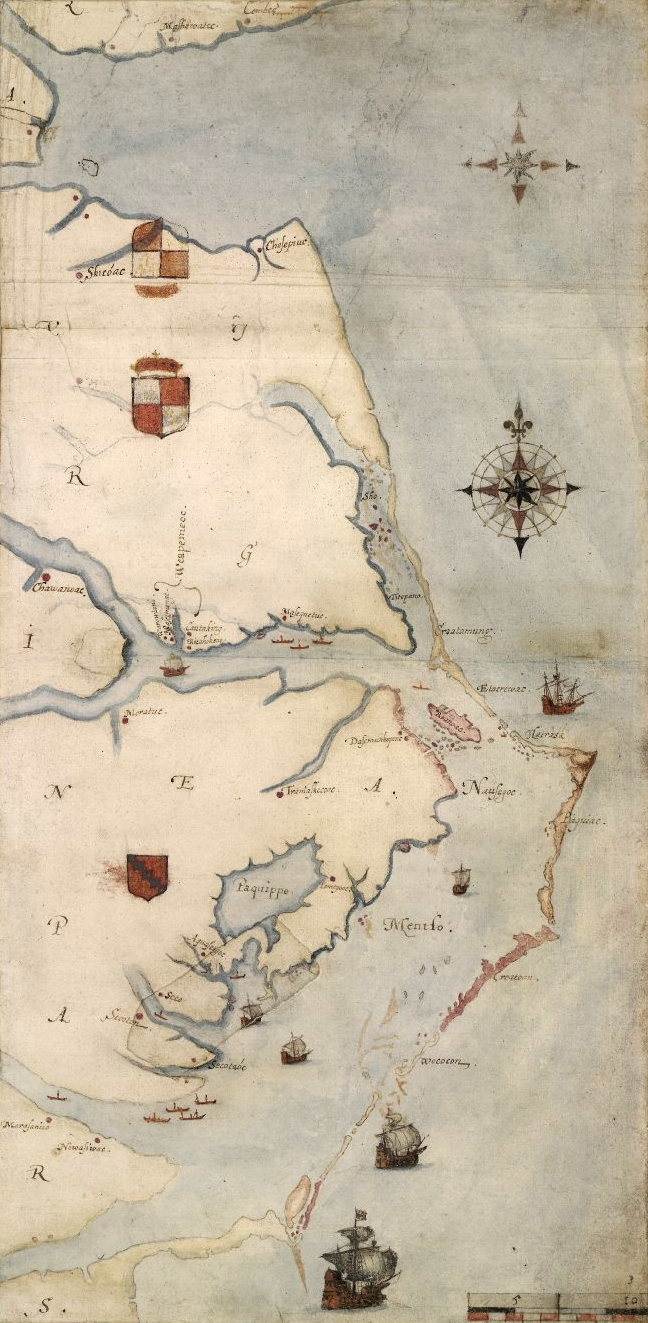
Kaart, gebaseerd op de reis van Amadas en Barlow

Roanoke was een poging van de Engelsman Walter Raleigh om een kolonie op te zetten aan de kust van Noord-Amerika. De kolonie werd gesticht op het eiland Roanoke, aan de kust van North Carolina (hoewel de kolonie toentertijd 'Virginia' heette).
In 1584 kreeg Raleigh toestemming van koningin Elizabeth I van Engeland om een dergelijk project op touw te zetten, waarbij hij eigendomsrechten kreeg over alle nieuw ontdekte gebieden. Dat jaar stuurde hij twee schepen uit onder Philip Amadas en Arthur Barlow om het gebied te onderzoeken. Deze kwamen terug met lovende verhalen over het bezochte land rond Pamlico Sound en stelden het eiland Roanoke voor als locatie voor een kolonie.
In 1585 werd Richard Grenville uitgezonden met 107 kolonisten. Grenville stichtte een kolonie op Roanoke, gaf Ralph Lane daar de leiding en keerde zelf terug naar Engeland. In 1586 zond Raleigh twee expedities (waaronder een onder Grenville) om extra ondersteuning aan de kolonisten te sturen, maar die bleken te laat. Francis Drake was al eerder dat jaar bij Roanoke langs geweest en Lane en zijn kolonisten hadden verkozen om met Drake terug te keren naar Engeland. Grenville liet 15 nieuwe kolonisten achter op het eiland.
In 1587 deed Raleigh een tweede poging tot kolonisatie van Virginia. John White bracht een nieuwe groep (89 mannen, 17 vrouwen en 11 kinderen) naar Roanoke, waar bleek dat de kolonisten van het voorgaande jaar door de lokale bevolking gedood waren. Het fort werd gebouwd en de kolonisten achtergelaten.
In 1588 vertrok White opnieuw naar Roanoke, maar hij werd door een Frans schip aangevallen en zag zich gedwongen naar Engeland terug te keren. Pas in 1590 kon hij de kolonie bezoeken, maar die was verlaten. Slecht weer dwong White om te vertrekken zonder een uitgebreide zoektocht naar de kolonisten te doen. De enige aanwijzing was het woord "CROATOAN", gekerfd in een boom. Hiermee eindigden Raleighs pogingen om Virginia te koloniseren. Wat er met de kolonie gebeurd is, is nog steeds niet bekend. Mogelijk is de kolonie overvallen door leden van de Croatoan-stam, maar het is ook mogelijk dat de kolonisten de kolonie hebben verlaten om zich bij deze stam aan te sluiten.
Later hebben onderzoekers van het British Museum ontdekt dat op een kaart die White gebruikte, een tweede locatie onzichtbaar is gemaakt. Deze lag vijftig kilometer noordelijker. Dit bracht hen tot een nieuwe theorie: een groot deel van de kolonisten zou zich in die tweede kolonie hebben gevestigd. In het tegenwoordige Bertie County zijn inderdaad archeologische vondsten gedaan die wijzen op een oude Engelse bewoning.